# Єнс Тодт
Єнс Тодт (нім. Jens Todt, нар. 5 січня 1970, Гамельн) — німецький футболіст, що грав на позиції півзахисника.
Виступав, зокрема, за клуби «Фрайбург», «Вердер» та «Штутгарт», а також національну збірну Німеччини.
Володар Кубка Німеччини. Володар Кубка Інтертото. У складі збірної — чемпіон Європи.

## Клубна кар'єра
Народився 5 січня 1970 року в місті Гамельн. Вихованець футбольної школи клубу ASC Nienburg.
У дорослому футболі дебютував 1989 року виступами за команду клубу «ТСВ Гавельзе», в якій провів два сезони, взявши участь у 59 матчах чемпіонату.
Своєю грою за цю команду привернув увагу представників тренерського штабу клубу «Фрайбург», до складу якого приєднався 1991 року. Відіграв за фрайбурзький клуб наступні п'ять сезонів своєї ігрової кар'єри. Більшість часу, проведеного у складі «Фрайбурга», був основним гравцем команди.
У 1996 році уклав контракт з клубом «Вердер», у складі якого провів наступні три роки своєї кар'єри гравця. Граючи у складі «Вердера», також здебільшого виходив на поле в основному складі команди. За цей час виборов титул володаря Кубка Німеччини.
У 1999 році перейшов до клубу «Штутгарт», за який відіграв 4 сезони. Завершив професійну кар'єру футболіста виступами за команду «Штутгарт» у 2003 році.

## Виступи за збірну
У 1994 році дебютував в офіційних матчах у складі національної збірної Німеччини. Протягом кар'єри у національній команді, яка тривала усього 2 роки, провів у формі головної команди країни 3 матчі.
У складі збірної був учасником чемпіонату Європи 1996 року в Англії, здобувши того року титул континентального чемпіона.

## Титули і досягнення
- Володар Кубка Німеччини (1):

«Вердер»: 1998–1999
- Володар Кубка Інтертото (1):

«Вердер»: 1998
- Чемпіон Європи (1): 1996